# Латшуманайа, Элиос
Элиос Латшуманайа (фр. Hélios Latchoumanaya; род. 4 июня 2000 года, Тарб, Верхние Пиренеи, Франция) — французский дзюдоист-паралимпиец. Чемпион мира 2022 года. Серебряный призёр летних Паралимпийских игр 2024 в Париже, бронзовый призёр летних Паралимпийских игр 2020 в Токио.

## Биография
29 августа 2021 года принял участие на летних Паралимпийских играх 2020 в Токио в весовой категории до 90 кг. В четвертьфинале победил японца Харуку Хиросэ, в полуфинале уступил иранцу Вахиду Нури. В поединке за третье место Латшуманайа одержал победу над казахстанцем Жанботой Аманжолом и завоевал бронзовую медаль Паралимпиады-2020.
7 сентября 2024 года участвовал на летних Паралимпийских играх 2024 в Париже в весовой категории до 90 кг (класс J2). В четвертьфинале победил грузина Лашу Кизилашвили, в полуфинале - бразильца Марселу Адриану де Азеведу Казанову. В финале проиграл украинскому дзюдоисту Александру Назаренко и завоевал серебряную медаль Паралимпиады-2024.

## Спортивные результаты
| Год  | Турнир                          | Место проведения | Категория    | Место |
| ---- | ------------------------------- | ---------------- | ------------ | ----- |
| 2017 | Чемпионат Европы                | Уолсолл          | До 90 кг     | 2     |
| 2018 | Чемпионат мира                  | Одивелаш         | До 90 кг     | 7     |
| 2019 | Чемпионат Европы                | Генуя            | До 90 кг     | 2     |
| 2021 | Летние Паралимпийские игры 2020 | Токио            | До 90 кг     | 3     |
| 2019 | Чемпионат Европы                | Кальяри          | До 90 кг, J2 | 1     |
| 2022 | Чемпионат Европы                | Кальяри          | До 90 кг, J2 | 1     |
| 2022 | Чемпионат мира                  | Баку             | До 90 кг, J2 | 1     |
| 2023 | Чемпионат Европы                | Роттердам        | До 90 кг, J2 | 1     |
| 2024 | Летние Паралимпийские игры 2024 | Париж            | До 90 кг, J2 | 2     |